# Jaromír Lauer
Jaromír "Aiša" Lauer (* 23. prosince 1954) je bývalý československý a český zápasník – judista.

## Osobní život
Část svého dětství bydlel s rodiči v Nizozemsku.
Jeho vášní byla modelařina – rádiem řízená letadla. Vystudoval elektrotechnickou průmyslovku.
Vystudoval Fakultu tělesné výchovy a sportu UK, trenérský obor se specializací na judo (1980).

## Sportovní kariéra
S kurzem sebeobrany začínal ve 14 letech v Praze na vinohradské koleji Budeč. Patřil k nejpoctivějším absolventům kurzu a tak se v 15 letech dostal po náboru do judistického klubu pražských vysokých škol TJ Slavia (dnešní USK Praha) k trenéru Jiřímu Mašínovi. V roce 1978 vyhrál s klubem prestižní pohár mistrů.. V československé reprezentaci se pohyboval střídavě od roku 1978 poloviny sedmdesátých let dvacátého století. Snažil se kombinovat studium vysoké školy a sportovní kariéry.
V roce 1982 obsadil třetí místo na akademickém mistrovství světa ve finském Jyväskylä a stal se reprezentační jedničkou v polotěžké váze do 95 kg. V olympijském roce 1984 však do jeho váhové kategorie přišel Jiří Sosna. Kvůli bojkotu olympijských her v Los Angeles přišel o možnost se Sosnou bojovat o olympijskou nominaci. Po skončení sportovní kariéry se věnoval trenérské práci.
Trenér Petr Jákl st. ho popisoval jako charakterního v tréninku poctivého sportovce. Jeho dominantním rysem byla bojovnost a vůle po vítězství. Nemíval předzávodní stresy. Na druhou stranu tato vlastnost vedla k neopatrnosti a přílišné přímočarosti. Útočil i za bodového vedení a snažil se pokořit soupeře na ippon. Postrádal onu zápasnickou vychytralost. Pro větší úspěch v mezinárodní konkurenci potřeboval zlepšit technicko-taktické vedení boje.

### Výsledky
| Turnaj             | 1982 | 1983 | 1984 |
| Turnaj             | 28   | 29   | 30   |
| Turnaj             | −95  | −95  | −95  |
| ------------------ | ---- | ---- | ---- |
| Olympijské hry     |      |      | —    |
| Mistrovství světa  |      | —    |      |
| Mistrovství Evropy | úč.  | úč.  | —    |
| Akademické MS      | 3.   |      | —    |

## Trenérská kariéra
Svoji trenérskou kariéru spojil s domovským klubem USK Praha. Od roku 2007 převzal po Františku Jáklovi funkci staršího (šéftrenéra) trenéra. V devadesátých letech dvacátého století vedl juniorskou reprezentaci.
Mezi jeho nejznámější žáky patří Lukáš Krpálek, kterého přivedl na Letní univerziádě v Kazani v roce 2013 ke dvěma zlatým medailím.